# Tour de Flandes 1924
El Tour de Flandes 1924 és la 8a edició del Tour de Flandes. La cursa es disputà el 18 de març de 1924, amb inici i final a Gant i un recorregut de 284 quilòmetres.
El vencedor final fou el belga Gerard Debaets, que s'imposà en solitari en l'arribada a Gant. Els també belgues René Vermandel i Félix Sellier acabaren segon i tercer respectivament.

## Classificació final
|    | Ciclista                | Equip                       | Temps       |
| -- | ----------------------- | --------------------------- | ----------- |
| 1  | Gerard Debaets (BEL)    | Labor-Dunlop                | 10h 00' 19" |
| 2  | René Vermandel (BEL)    | Alcyon-Dunlop               | + 20"       |
| 3  | Félix Sellier (BEL)     | Alcyon-Dunlop               | + 31"       |
| 4  | Paul Deman (BEL)        | La Française-Diamant-Dunlop | + 41"       |
| 5  | Jules van Hevel (BEL)   | Wonder-Rusell               | + 5' 00"    |
| 6  | Nicolas Frantz (LUX)    | Thomann-Dunlop              | + 5' 00"    |
| 7  | Denis Verschueren (BEL) | Wonder-Rusell               | + 20' 00"   |
| 8  | Maurice de Waele (BEL)  | Wonder-Rusell               | + 33' 00"   |
| 9  | Jules Matton (BEL)      | Thomann-Dunlop              | + 33' 00"   |
| 10 | Hilaire Hellebaut (BEL) | Wonder-Rusell               | + 33' 00"   |